# La Virgen, el Niño y las santas Inés y Martina (Capilla de San José)
La Virgen María con el Niño Jesús y las santas Inés y Martina es una obra del Greco, realizada entre 1597 y 1599. Formaba parte del conjunto de Retablos de la Capilla de San José. Este lienzo fue vendido en el año 1906 y substituido por una copia, mientras que el original se exhibe actualmente en la Galería Nacional de Arte de Washington.

## Temática
La tradición de representar a la Virgen María entronizada con el Niño Jesús y en compañía de algunos santos proviene del arte cristiano italiano, y se llama sacra conversazione. En la iconografía española de la época, era un tema poco representado. De las dos imágenes en la parte inferior, la identificación del personaje de la derecha con santa Inés no presenta ningún problema, porqué en su mano izquierda lleva un cordero. En griego antiguo, Ἀμνὸς significa cordero, pero también remite al nombre de la santa, quien fue mártir en Roma por defender su castidad, por lo que la imagen no deja lugar a dudas.
La imagen de la izquierda es más problemática, y algunos autores han sugerido que podría ser santa Tecla de Iconio. Pero en los inventarios realizados por Jorge Manuel Theotocópuli después de la muerte de su padre, se citan dos versiones de esta obra, en las que se mencionan a santa Inés y a santa Martina. Por otro lado, la madre de Martín Ramírez se llamaba Inés Álvarez, mientras que la presencia de santa Martina podría ser un homenaje a los hombres llamados Martín de este linaje, y que intervinieron en la construcción de la Capilla de San José o en la comisión de sus retablos.

## Análisis de la obra
- Galería Nacional de Arte de Washington accession number:1942.9.26;[4]
- Pintura al óleo sobre lienzo;
- Dimensiones: 193,5 x 103 cm;
- Datación: 1597-99;
- En la cabeza del león aparecen, a manera de firma, las letras iniciales griegas cursivas: delta (δ) y zeta (θ).[5]
- Consta con el número 17 en el catálogo razonado de Harold Wethey.

Esta pintura muestra su carácter de pendant con respecto al San Martín y el mendigo del otro altar lateral, que complementa el significado de todo el conjunto, mostrando la fe del cliente en la intercesión de los santos. La composición parece derivar de La Sagrada Familia con María Magdalena. En efecto, tanto los tipos físicos, las posturas, como los gestos de la Virgen y del Niño Jesús son casi idénticos, mientras que el ángel de la izquierda recuerda, por su colocación, al San José de aquel lienzo.
Junto a ellos, están representadas santa Inés y santa Martina. Santa Inés viste un manto rojo y lleva el cordero en su mano izquierda, mientras la derecha está colocada sobre su pecho. Santa Martina eleva los ojos al Cielo, lleva una túnica azul y un manto amarillo. Su mano izquierda se extiende hacia la otra santa, mientras que la derecha reposa sobre la cabeza de un león y sostiene la palma del martirio, que son sus dos atributos de santidad habituales.

## Procedencia
- Para consultar la procedencia de esta obra, véase el siguiente enlace:[8]